# Tanz-Kastanie Hitzacker

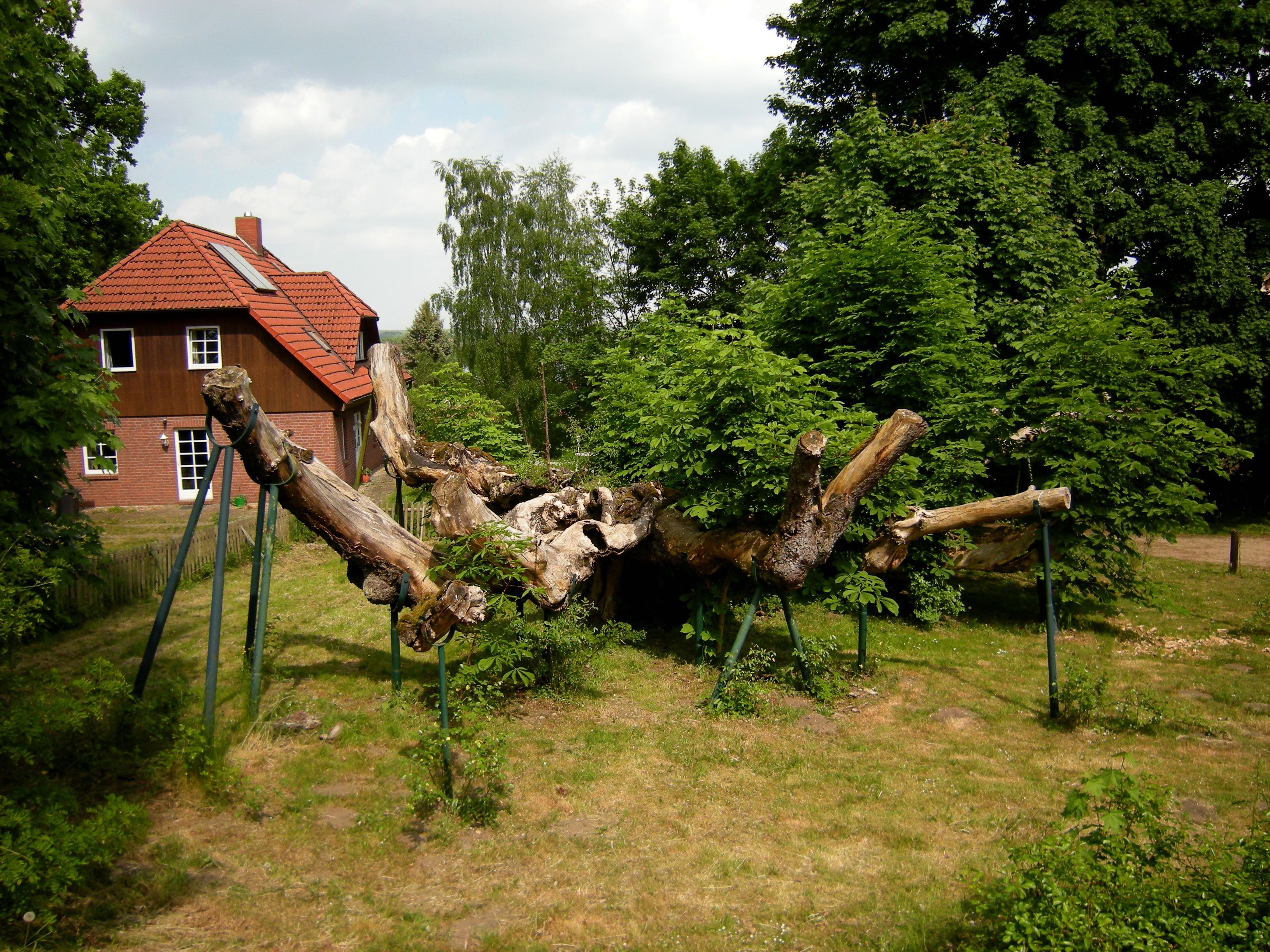
Die Tanzkastanie in Hitzacker (Torso; 2008)

Die Tanz-Kastanie Hitzacker, auch Riesenkastanie genannt, war ein geschütztes Naturdenkmal in Hitzacker (Elbe), einer Stadt im niedersächsischen Landkreis Lüchow-Dannenberg.
Die Kastanie, deren Alter mit 258–300 Jahre angegeben wird, war viele Jahre Wahrzeichen der Stadt. Sie hatte einen Umfang von 4,40 Meter und einen Kronendurchmesser von ca. 30 Meter.
Im Sommer 2012 brach die Tanz-Kastanie auseinander. Für das Jahr 2008 ist noch ein Torso fotografisch dokumentiert.
Die Kastanie ist in der Liste der Naturdenkmale im Landkreis Lüchow-Dannenberg nicht (mehr) enthalten.